# Гіоргі Квілітая
Гіоргі Квілітая (груз. გიორგი ქვილითაია, нар. 1 жовтня 1993, Абаша) — грузинський футболіст, нападник кіпрського клубу АПОЕЛ і національної збірної Грузії.

## Біографія

### Клубна кар'єра
У дорослому футболі розпочав виступи влітку 2012 року в клубі «Саско» (Тбілісі), що виступав у Лізі Пірвелі, другому за силою дивізіоні Грузії. Тут молодий футболіст до кінця року забив 22 голи у 16 матчах, чим зацікавив низку клубів.
На початку 2013 року перейшов в угорський «Дьйор» і до кінця сезону зіграв лише у двох матчах чемпіонату, який для клубу став чемпіонським, через що  Гіоргі виграв свій перший трофей у кар'єрі. Після цього для ігрової практики футболіста було віддано в оренду на наступний сезон 2013/14 на батьківщину в клуб «Діла» (Горі), де Квілітая забив 6 голів у 16 матчах, після чого повернувся в «Дьйор», де провів наступний сезон, але основним гравцем так і не став.
Влітку 2015 року Квілітая повернувся до Грузії, де підписав контракт з «Динамо» (Тбілісі) і в серпні того ж року допоміг своїй новій команді здобути Суперкубок Грузії, а за підсумками першого сезону 2015/16 став з командою чемпіоном Грузії та володарем національного кубку, причому в чемпіонаті Квілітая забив 23 голи в 30 матчах і став найкращим бомбардиром турніру.
Із серпня 2016 року протягом двох сезонів виступав за австрійський «Рапід» (Відень), після чого за 3 мільйони євро перейшов до бельгійського «Гента». Протягом двох сезонів, проведених у Бельгії не зумів стати гравцем основного складу нової команди і у вересні 2020 року був відданий в оренду до кіпрського «Анортосіса».
Влітку 2021 року на умовах повноцінного контракту став гравцем іншого кіпрського клубу, АПОЕЛ.

### Збірна
Протягом 2013—2014 років залучався до молодіжної збірної Грузії, у складі якої провів 6 матчів забив один гол.
27 травня 2016 дебютував у складі національної збірної Грузії, з того часу провів у її складі 32 матчі.

## Статистика виступів

### Статистика виступів за збірну
Станом на 8 вересня 2021
| Дата       | Місто         | Господарі          | Результат | Гості              | Турнір                               | Голи | Примітки  |
| ---------- | ------------- | ------------------ | --------- | ------------------ | ------------------------------------ | ---- | --------- |
| 27-5-2016  | Вельс (місто) | Грузія             | 1 – 3     | Словаччина         | товариський матч                     | -    | 46'       |
| 3-6-2016   | Бухарест      | Румунія            | 5 – 1     | Грузія             | товариський матч                     | -    | 78'       |
| 7-6-2016   | Хетафе        | Іспанія            | 0 – 1     | Грузія             | товариський матч                     | -    | 72'       |
| 12-11-2016 | Тбілісі       | Грузія             | 1 – 1     | Молдова            | Відбір до ЧС 2018                    | -    | 64'       |
| 24-3-2017  | Тбілісі       | Грузія             | 1 – 3     | Сербія             | Відбір до ЧС 2018                    | -    | 83'       |
| 28-3-2017  | Тбілісі       | Грузія             | 5 – 0     | Латвія             | товариський матч                     | 2    | 78'       |
| 2-9-2017   | Тбілісі       | Грузія             | 1 – 1     | Ірландія           | Відбір до ЧС 2018                    | -    | 85'       |
| 5-9-2017   | Відень        | Австрія            | 1 – 1     | Грузія             | Відбір до ЧС 2018                    | -    | 82' 88'   |
| 6-10-2017  | Тбілісі       | Грузія             | 0 – 1     | Уельс              | Відбір до ЧС 2018                    | -    | 76'       |
| 9-10-2017  | Белград       | Сербія             | 1 – 0     | Грузія             | Відбір до ЧС 2018                    | -    | 19' 78'   |
| 10-11-2017 | Горі          | Грузія             | 1 – 0     | Кіпр               | товариський матч                     | 1    | 83'       |
| 13-11-2017 | Кутаїсі       | Грузія             | 2 – 2     | Білорусь           | товариський матч                     | -    | 62'       |
| 24-3-2018  | Тбілісі       | Грузія             | 4 – 0     | Литва              | товариський матч                     | 1    | 73'       |
| 27-3-2018  | Тбілісі       | Грузія             | 2 – 0     | Естонія            | товариський матч                     | -    | 77'       |
| 6-9-2018   | Нур-Султан    | Казахстан          | 0 – 2     | Грузія             | Ліга націй УЄФА 2018-2019 - 1-й етап | -    | 65'       |
| 23-3-2019  | Тбілісі       | Грузія             | 0 – 2     | Швейцарія          | Відбір до ЧЄ 2020                    | -    | 73'       |
| 26-3-2019  | Дублін        | Ірландія           | 1 – 0     | Грузія             | Відбір до ЧЄ 2020                    | -    |           |
| 5-9-2019   | Стамбул       | Грузія             | 2 – 2     | Південна Корея     | товариський матч                     | 1    | 57'       |
| 8-9-2019   | Тбілісі       | Грузія             | 0 – 0     | Данія              | Відбір до ЧЄ 2020                    | -    | 90'       |
| 12-10-2019 | Тбілісі       | Грузія             | 0 – 0     | Ірландія           | Відбір до ЧЄ 2020                    | -    | 73'       |
| 15-10-2019 | Гібралтар     | Гібралтар          | 2 – 3     | Грузія             | Відбір до ЧЄ 2020                    | 1    | 68'       |
| 15-11-2019 | Санкт-Галлен  | Швейцарія          | 1 – 0     | Грузія             | Відбір до ЧЄ 2020                    | -    | 83'       |
| 19-11-2019 | Пула          | Хорватія           | 2 – 1     | Грузія             | товариський матч                     | -    | 83'       |
| 5-9-2020   | Таллінн       | Естонія            | 0 – 1     | Грузія             | Ліга націй УЄФА 2020-2021 - 1-й етап | -    | 78'       |
| 8-9-2020   | Тбілісі       | Грузія             | 1 – 1     | Північна Македонія | Ліга націй УЄФА 2020-2021 - 1-й етап | -    | 45+1' 62' |
| 7-10-2020  | Тбілісі       | Грузія             | 1 – 0     | Білорусь           | Відбір до ЧЄ 2020                    | -    | 89' 90+4' |
| 14-10-2020 | Скоп'є        | Північна Македонія | 1 – 1     | Грузія             | Ліга націй УЄФА 2020-2021 - 1-й етап | -    | 71'       |
| 25-3-2021  | Стокгольм     | Швеція             | 1 – 0     | Грузія             | Відбір до ЧС 2022                    | -    | 84'       |
| 28-3-2021  | Тбілісі       | Грузія             | 1 – 2     | Іспанія            | Відбір до ЧС 2022                    | -    | 62'       |
| 31-3-2021  | Салоніки      | Греція             | 1 – 1     | Грузія             | Відбір до ЧС 2022                    | -    | 63'       |
| 2-9-2021   | Батумі        | Грузія             | 0 – 1     | Косово             | Відбір до ЧС 2022                    | -    | 77'       |
| 8-9-2021   | Софія (місто) | Болгарія           | 4 – 1     | Грузія             | товариський матч                     | -    | 70'       |
| Усього     |               | Матчів             | 32        |                    | Голів                                | 6    |           |

## Досягнення

### Клубні
- Чемпіон Угорщини: 2012/13
- Чемпіон Грузії: 2015/16
- Володар Кубка Грузії: 2015/16
- Володар Суперкубка Грузії: 2015
- Володар Кубка Кіпру: 2020/21

### Особисті
- Найкращий бомбардир чемпіонату Грузії: 2015/16 (24 голи)